# Bodyjar
Bodyjar é uma banda australiana de pop punk que se formou em 1993. Já dividiu o palco com bandas como Face to Face, Blink-182 e Pennywise.
Antes de se tornar Bodyjar, a banda possuía outro nome, Helium. Com a entrada de um novo baterista, o grupo trocou o nome. Em 1995, gravaram seu primeiro disco, chamado Take a Look Inside, e em 1996 lançaram o trabalho sucessor, intitulado Rimshot!.
O som dos rapazes chamou a atenção de Bill e Stephen da All, os quais mixaram o seu terceiro CD, No Touch Red, gravado e mixado no Canadá no final de 1997.
No ano de 2002 eles lançaram Plastic Skies. Nos seus últimos anos, o Bodyjar figurou em grandes festivais da Austrália, como o Big Day Out e Vans Warped Tour. Em setembro de 2009, a banda anunciou que estaria se dissolvendo.